# Solenopsora crenata
Solenopsora crenata är en lavart som först beskrevs av Herre, och fick sitt nu gällande namn av Alexander Zahlbruckner. Solenopsora crenata ingår i släktet Solenopsora och familjen Catillariaceae.   Inga underarter finns listade i Catalogue of Life.